# Віїторул (стадіон, Овідіу)
«Віїторул» (рум. Stadionul Viitorul) — багатофункціональний стадіон в Овідіу, Румунія, домашня арена «Фарул». Використовується переважно для проведення футбольних матчів.